# Volvo SI6
Il propulsore Volvo SI6, dove SI sta per Short-Inline, è stato progettato da Volvo Cars al fine di equipaggiare i modelli della casa svedese e della casa americana Ford nel campo dei 6 cilindri in linea.

## Storia
Questo nuovo 6 cilindri in linea ha la peculiarità di avere dimensioni esterne molto compatte, tanto da avere gli stessi ingombri di un 5 cilindri.
Inoltre, è stato progettato per esser posizionato in maniera trasversale o longitudinale in modo da esser compatibile con la trazione anteriore o posteriore.
Il propulsore trae la sua logica di progetto dai compatti 5 cilindri Volvo, che a loro volta prendono spunto dal modulare 6 cilindri Volvo B6304: un propulsore moderno ma con radici nell'evoluzione motoristica scandinava.
Entrambi i propulsori offrono il sistema Valve-Lift utilizzando un sensore apposito (CPS - Cam Profile Switching) che regola l'alzata variabile delle valvole, ma solo la versione sovralimentata le possiede sia sul lato aspirazione che sul lato scarico.
La variante aspirata ha una cilindrata complessiva di 3.2 litri mentre quella ad alimentazione forzata - ovvero sovralimentata - ha una cilindrata di 3.0 litri.
La produzione di questo propulsore è iniziata a maggio del 2006 negli stabilimenti Ford di Bridgend Engine del Galles.
Lanciato nel 2007 con potenza di 238 Cv (3.2 aspirato) e 285Cv (3.0 Turbo), ha subito un powerstep di potenza e coppia nel corso del 2010 con il rinnovamento della gamma motori Volvo.
Nel dicembre del 2010, il propulsore T6 nella sua massima espressione motoristica, ovvero il B6304T da 305 CV, viene insignito da Wards come uno dei 10 propulsori migliori al mondo
Viene confermato che Volvo per la costruzione del T6 ha preso come riferimento il 6 cilindri turbo di BMW, ma è - a parità di potenza - più economo nei consumi di carburante e più efficiente sulle emissioni inquinanti.
Inoltre il T6, raffrontato al V8 4.4 da 315 CV, ha consumi minori del 17% ed una coppia motrice maggiore a parità di regime di rotazione.
Evoluzione del precedente SI6, è migliorato nell'erogazione, nella potenza e nei consumi.
Cura particolare è stata applicata nelle riduzioni degli attriti interni: gli alberi a cammes - ad esempio - sono rinforzati in DLC (Diamond-Like Carbon) che riduce il coefficiente di attrito in maniera netta (riduzione degli sforzi Hertziani) ed ha proprietà autolubrificanti.
A queste si aggiungono le nuove pipe-line per le candele Denso ad Iridio-Platino che migliorano la combustione alle basse temperature, riducendo allo stesso tempo consumi ed emissioni.
Il cambio AWTF-80_SC Geartronic, inoltre, viene tarato in maniera più sportiva sui veicoli equipaggiati con questo 6 cilindri in linea.

## 3.0 T6
Il propulsore 3.0 T6 è un 6 cilindri in linea sovralimentato con una singolo turbocompressore in versione Turbo-Soft (LPT o Light-Pressure-Turbo).
Ha un alesaggio di 82.0 mm (3.23 in) ed una corsa di 93.2 mm (3.67 in), con un rapporto di compressione di 9.3:1
Raggiunge una potenza di 305 CV con una coppia non inferiore a 440 Nm. La coppia massima viene erogata fra i 2100 e i 4200 giri, il che garantisce una curva di coppia omogenea ed uno ripresa pronta.
Nel 2010, ed in concomitanza con la presentazione della nuova Volvo S60, il turbocompressore è stato sostituito con uno di tipo Twin-Scroll che ha innalzato le prestazioni complessive del propulsore ed abbassato i consumi grazie ad altre innovazioni tecniche che gli sono state applicate.
| Modello | Potenza         | Coppia                |
| ------- | --------------- | --------------------- |
| T6      | 305 Cv (210 kW) | 440 Nm (324.5 ft·lbf) |

Applicazioni:
- 2011- Volvo S80 T6
- 2011- Volvo V70 T6
- 2011- Volvo XC70 T6
- 2011- Volvo S60 T6
- 2011- Volvo V60 T6

| Modello | Potenza         | Coppia              |
| ------- | --------------- | ------------------- |
| T6      | 285 Cv (210 kW) | 400 Nm (295 ft·lbf) |

Applicazioni:
- 2008-2010 Volvo V70 T6
- 2008-2010 Volvo S80 T6
- 2009-2010 Volvo XC60 T6
- 2009-2010 Volvo XC70 T6

## 3.2
Il 3.2 aspirato ha un alesaggio di 84.0 mm (3.31 in) ed una corsa di 96.0 mm (3.78 in), con un rapporto di compressione pari a 10.8:1.
Nel corso del 2010 per i M.Y. 2011 viene presentata una nuova versione più potente e più economa di carburante. Il 3.2 ha visto crescere la sua potenza sino a 245Cv ed una coppia massima di 320 N m. Ai fini della conformità con le norme legislative statunitensi è stata sviluppata anche una variante PZEV (Partial Zero Emission Vehicle - Veicolo con Emissioni Molto Basse) da 231 CV che sviluppa una coppia di 300 Nm.
| Modello  | Potenza         | Coppia              |
| -------- | --------------- | ------------------- |
| 3.2      | 245 Cv (180 kW) | 320 Nm (236;ft·lbf) |
| 3.2 PZEV | 231 Cv (172 kW) | 300 Nm (221 ft·lbf) |

Applicazioni:
- 2011- Volvo S80
- 2011- Volvo V70
- 2011- Volvo XC70
- 2011- Volvo XC60

| Modello  | Potenza         | Coppia              |
| -------- | --------------- | ------------------- |
| 3.2      | 238 Cv (175 kW) | 320 Nm (236 ft·lbf) |
| 3.2 PZEV | 221 Cv (165 kW) | 300 Nm (221 ft·lbf) |

Applicazioni:
- 2007- Volvo XC90
- 2007-2010 Volvo S80
- 2008-2010 Volvo V70
- 2008-2010 Volvo XC70
- 2010-2010 Volvo XC60

| Modello | Potenza         | Coppia              |
| ------- | --------------- | ------------------- |
| 3.2     | 233 Cv (171 kW) | 317 Nm (234 ft·lbf) |

Applicazioni:
- 2007- Land Rover Freelander 2/LR2